# نبرد دوم خارکوف
نبرد دوم خارکوف یک نبردی عمده در جبهه شرقی جنگ جهانی دوم در جنوب و شرق شهر خارکوف بود که بین روزهای ۱۲ تا ۲۸ مه سال ۱۹۴۲ میان ورماخت و ارتش سرخ رخ داد و در نهایت با پیروزی آلمانی‌ها و شکست نسبتاً سنگین شوروی به پایان رسید.
در جریان آماده‌سازی برای کارزار تابستانه سال ۱۹۴۲، آلمان و شوروی هر دو به دنبال صورت دادن عملیات‌های مقدماتی برای فراهم آوردن شرایط مناسب برای عملیات‌های تهاجمی گسترده آینده بودند. آلمانی‌ها عملیات فریدریکوس را برای انهدام برآمدگی در ناحیه ایزیوم به همراه قوایی از دشمن که درون آن بودند، طرح‌ریزی کردند تا خط مقدم خود را به منظور اجرای طرح عملیاتی مورد آبی در اراضی جنوب روسیه، صاف کنند. همزمان جهت جنوبی شرقی شوروی به فرماندهی مارشال سیمیون تیموشنکو نیز طرح عملیاتی برای یک حرکت گازانبری از این برآمدگی و سرپل دیگری بر روی رود دونتس در شمال شرقی خارکوف آماده کرد تا تمامی نیروهای دشمن را در حوالی این شهر به محاصره بیندازد. نیروهای ارتش سرخ تهاجم خود را از روز ۱۲ مه، یک هفته زودتر از آلمانی‌ها، علیه ارتش ششم ورماخت آغاز کردند. با وجود مقداری پیشروی اولیه، تهاجم ارتش سرخ روز ۱۵ مه متوقف و از روز ۱۷ مه زیر ضد حمله آلمانی‌ها قرار گرفت. در پی یورش گازانبری نیروهای ورماخت و بریده شدن دهانه برآمدگی ایزیوم، تعداد زیادی از نیروهای ارتش سرخ به محاصره آلمانی‌ها افتادند. در نهایت با پاکسازی منطقه تحت محاصره تا روز ۲۸ مه سه ارتش میدانی شوروی شامل ۲۹ لشکر منهدم شدند یا به شدت آسیب دیدند. در جریان این نبرد بیش از ۲۰۰ هزار نفر از نیروهای ارتش سرخ به اسارت ورماخت درآمدند و بیش از ۱۲۰۰ تانک آن‌ها از بین رفت.
با توجه به موقعیت راهبردی و مرکزی آن، خارکوف محل چهار نبرد بزرگ در جریان پیشروی و عقب‌نشینی نیروهای ورماخت در خاک شوروی بود که سبب دست‌به‌دست شدن چند باره این شهر بین دو طرف گشت. به هر صورت در نبرد دوم خارکوف درگیری‌ها اصلا وارد این شهر نشد و غالبا با حداقل فاصله ۲۰ کیلومتری، در ناحیه برآمدگی ایزیوم در جنوب شرقی آن به وقوع پیوست.

## پیش‌زمینه

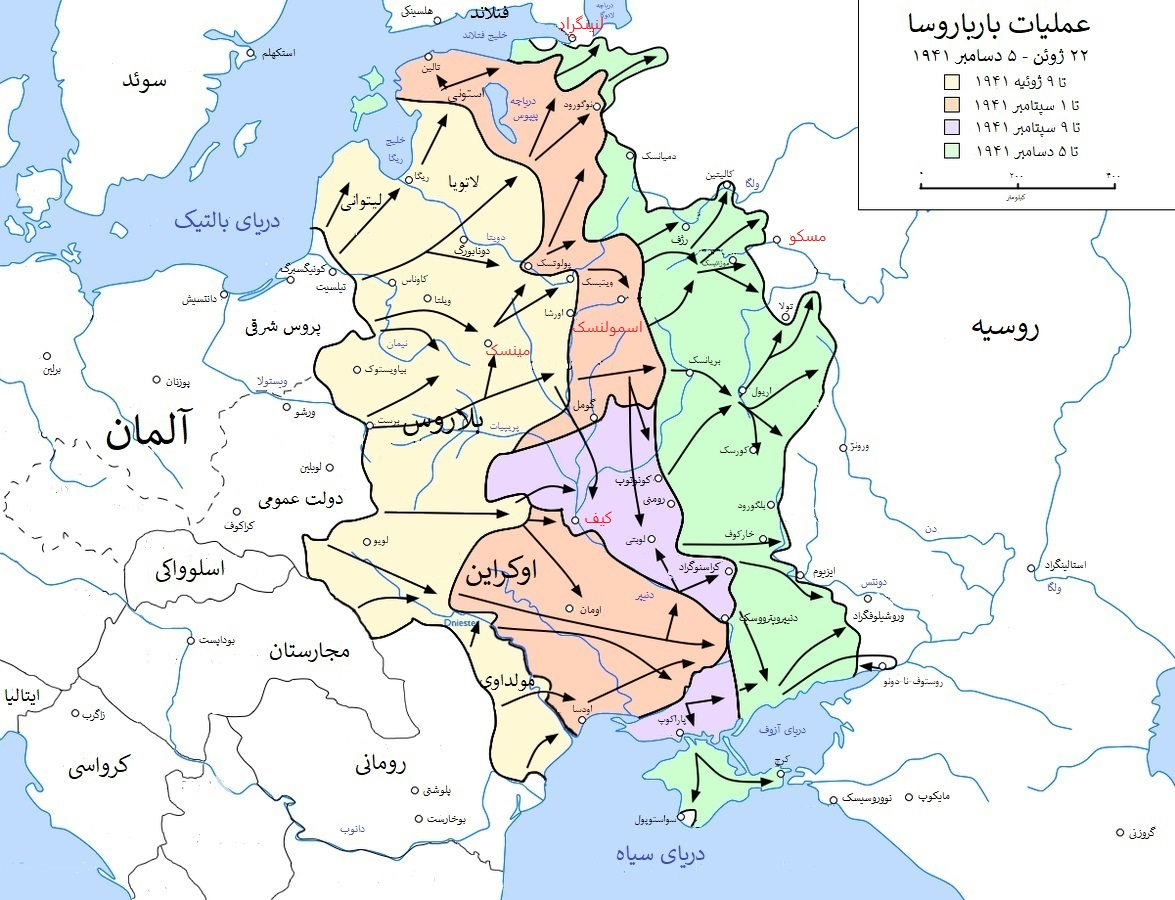
پیشروی نهایی ورماخت در عملیات بارباروسا، ۵ دسامبر ۱۹۴۱

در جریان عملیات بارباروسا، تهاجم آلمان به شوروی، گروه ارتش جنوب ورماخت روز ۱۳ اکتبر سال ۱۹۴۱ خود را به رود میوس در شرق اوکراین رساند. این نیرو اواخر ماه اکتبر خارکوف را به تصرف خود درآورد. پس از یک توقف کوتاه، روستوف-نا-دونو در منتهی الیه شمال شرقی دریای آزوف نیز روز ۲۰ نوامبر توسط آلمانی‌ها تسخیر شد. با این حال، با اجرای ضدحملات ارتش سرخ از دو جهت و پدیداری خطر گرفتار شدن در محاصره، روز ۲۸ نوامبر دستور به بازگشت ۸۰ کیلومتری این نیروها به رود میوس داده شد. در قسمت مرکزی خط مقدم، ضد حمله گسترده ارتش سرخ از روز ۵ دسامبر آغاز شد و با مبارزه سنگین یک‌ماهه دشمن را ۱۰۰ تا ۲۴۰ کیلومتر در ناحیه مسکو عقب راند و پایتخت را از سایه تهدید آن‌ها خارج ساخت. روز ۸ دسامبر هیتلر با صدور فرمان شماره ۳۹ پیشوا با اشاره به «زمستان زود هنگام» و مشکلات تدارکاتی حاصل از آن، بر لزوم پایان عملیات تهاجمی و گرفتن حالت تدافعی اذعان نمود. بر این اساس مأموریت از بین بردن توان نظامی شوروی همچنان پابرجا بود و به پس از زمستان موکول شد. با حصول موفقیت در این ضدحملات، شوروی به شکلی بلندپروازانه در عرض چند هفته ضدحملات ابتدایی و محدود را به حملات بسیار گسترده‌تر در تمامی طول خط مقدم جنگ با آلمان، بدل ساخت. به هر صورت، با وجود دستیابی به برخی موفقیت‌های دیگر، در پی فرمان هیتلر بر «استواری» و با افزایش مقاومت نیروهای آلمانی، تا اواخر ماه فوریه سال ۱۹۴۲، شوروی به مرور دست بالا را از دست داد و تهاجم آن رفته‌رفته متوقف شد. در پی فرسودگی دو طرف، نیاز به تجدید قوا و تجدید تدارکاتی و فرا رسیدن فصل گل‌آلودی راه‌ها، فاصله زمانی بین اوایل ماه آوریل تا اوایل ماه مه سال ۱۹۴۲ شاهد یک توقف کلی در عملیات‌های تهاجمی در تمامی طول خط مقدم بود.

### برآمدگی ایزیوم

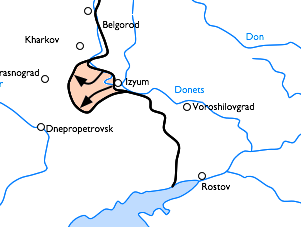
برآمدگی ایزیوم

در جریان ضد حمله سراسری، سه ارتش ششم، پنجاه و هفتم و نهم شوروی روز ۱۸ ژانویه سال ۱۹۴۲، به ترتیب از شمال به جنوب، مواضع دفاعی ضعیف آلمانی‌ها در نزدیکی ایزیوم را مورد حمله قرار دادند. این حمله که در تاریخ‌نگاری نظامی شوروی از آن با عنوان «تهاجم بارونکوو-لوزوایا» یاد می‌شود، یک شکاف بزرگ در خط مقدم سپاه ۱۱ ورماخت که از خط رود دونتس دفاع می‌نمود، باز کرد و اتصال بین ارتش‌های ششم و هفدهم ورماخت را شکست. آلمانی‌های گرفتار به بحران زمستان هیچ نیروی ذخیره‌ای پشت خطوط برای بستن این شکاف نداشتند. تا روز ۲۳ ژانویه عرض نیروهای شوروی عرض شکاف در طول رود دونتس را به ۸۰ کیلومتر رساندند. دو روز بعد پایگاه تدارکاتی ارتش هفدهم ورماخت در لوزوایا به تصرف ارتش سرخ درآمد؛ البته پس از رزم زمستانه چیز زیادی در آن باقی نمانده بود. تا روز بعد سرنیزه ارتش سرخ تنها ۳۰ کیلومتر با دنیپروپتروفسک، گذرگاه تدارکاتی تمامی گروه ارتش جنوب بر رود دنیپر، فاصله داشت. به هر صورت تحرک‌پذیری محدود و شرایط بد تدارکاتی امکان بهره‌گیری مؤثر از این رخنه در خطوط دشمن را به ارتش سرخ نداد. آلمانی‌ها در نهایت توانستند با سازمان مجدد نیروهای خود یک خط دفاعی منسجم در مقابل دشمن ایجاد کنند. ضد حمله سپاه ۳ موتوریزه از ارتش یکم زرهی ورماخت از جنوب و سپاه ۱۱ ورماخت در همراهی با چند لشکر رومانیایی از دنیپروپتروفسک در غرب سرنیزه ارتش سرخ را مقداری عقب راند و تا ۲ فوریه به شرایط بهرانی پایان داد. بدین ترتیب تهاجم ارتش سرخ یک برآمدگی در خط مقدم آلمانی‌ها حول ناحیه ایزیوم ایجاد کرد.

## اهداف کارزار ۱۹۴۲
اوایل بهار سال ۱۹۴۲ فرماندهی‌های عالی آلمان و شوروی به دنبال پس گرفتن ابتکار عمل و دستیابی به اهداف راهبردی بودند که در سال ۱۹۴۱ محقق نشده بود. با توجه به فرسایش و تلفات وارد آمده به ورماخت در نبردهای قریب به یک سال گذشته، نیروی زمینی آلمان دیگر قادر به تهاجم راهبردی در تمامی طول جبهه شرقی نبود. از این رو تنها گزینه واقع‌بینانه برای آلمان تهاجم صرفاً از یک بخش جبهه بود. بدین شکل آلمانی‌ها تصمیم گرفتند این تهاجم را به دنبال دستیابی به منابع نفتی، متوجه بخش‌های جنوبی شوروی بکنند.
با این حال، اوایل سال ۱۹۴۲ ژوزف استالین و فرماندهی عالی شوروی بر این عقیده بودند که آلمان در تابستان سال ۱۹۴۲ همچنان قادر به اجرای عملیات‌های تهاجمی گسترده‌ای در دو محور راهبردی، به احتمال زیاد در ناحیه مسکو و در جنوب، خواهد بود. نگرانی این افراد بیشتر معطوف بر محور مسکو بود که هفتاد لشکر آلمانی در آن عمل می‌کردند. مارشال بوریس شاپوشنیکوف، رئیس ستاد کل ارتش سرخ و ارتشبد الکساندر واسیلیوسکی، رئیس بخش عملیات‌های او، خواهان اتخاذ محتاطانه یک دفاع راهبردی موقت در طول محور مسکو جهت فرسودن نیروی آلمانی‌ها پیش از اجرای تهاجم از طرف شوروی بودند. با این وجود استالین معتقد بود حمله پیش‌دستانه شوروی آلمانی‌ها را در میانه فرایند استراحت و بازسازی بهاره، غافلگیر خواهد کرد. ارتشبد گئورگی ژوکوف، فرمانده جبهه غربی شوروی، نیز تا حدودی با این نظر موافق بود. به هر صورت استالین پیشنهاد ژوکوف برای اجرای این تهاجم پیش‌دستانه در ناحیه مسکو را رد کرد. در نهایت با پذیرش برخی استدلال‌های مشاورین خود، بر مبنای رهنمود استالین استاوکا و ستاد کل ارتش سرخ موظف به آماده‌سازی لازم جهت اجرای یک «دفاع راهبردی فعال» محلی در چندین نقطه از خط مقدم که تصور می‌گردید آلمانی‌ها در آن‌ها ضعیف‌ترین شرایط را دارند، شدند. استالین می‌پنداشت شوروی با این اقدامات اولیه ابتکار عمل راهبردی را به دست خواهد گرفت و آماده‌سازی آلمان برای تهاجم تابستانه را با اختلال مواجه خواهد ساخت. علاوه بر این ارتش سرخ برای ضد حمله اصلی تابستانه در تمامی طول خط مقدم آمده می‌شد. زمان آغاز تمامی این عملیات‌های پیش‌دستانه و انحرافی اواخر ماه آوریل یا اوایل ماه مه مقرر گردید. عملیات در ناحیه خارکوف بزرگ‌ترین و مهم‌ترین آن‌ها بود.

## عملیات فریب و آگاهی اطلاعاتی آلمان
عنصر غافلگیری برای تهاجم تابستانه ورماخت ضروری تلقی می‌شد. فیلدمارشال ویلهلم کایتل، رئیس فرماندهی عالی ورماخت، روز ۱۲ فوریه فرمانی جهت فریب دشمن در ارتباط با مقاصد آلمانی‌ها صادر کرد. اطلاعات ذیل می‌بایست توسط مأموران ضداطلاعات آلمان به خورد اطلاعات شوروی داده می‌شد:
در پایان فصل گل‌آلود رهبران نظامی آلمان قصد دارند تهاجم جدیدی را علیه مسکو آغاز کنند. بدین جهت می‌خواهند نیروهای قدرتمندی را با انتقال لشکرهای به‌تازگی تشکیل‌شده در جبهه روسیه متمرکز و لشکرهای فرسوده را با لشکرهای تازه‌نفس از غرب جایگزین کنند. پس از تسخیر مسکو، آلمانی‌ها برای پیشروی به سمت ولگای میانه و تسخیر تأسیسات صنعتی در آن منطقه برنامه‌ریزی کرده‌اند. … نیروهای آلمانی و متحدان آن هم‌زمان حمله ایذایی بزرگی به سمت روستوف صورت می‌دهند.
بر این اساس، «نشت اطلاعاتی» به رسانه‌های خارجی اتفاق افتاد و گروه ارتش مرکز ورماخت آماده‌سازی‌های نه‌چندان پنهانی به منظور القای قصد آن برای تهاجم همه‌جانبه به مسکو صورت داد. این کارزار فریب موسوم به عملیات کْرِمْل مؤثر واقع افتاد. استالین و تقریباً تمامی حاکمیت شوروی تصور می‌کردند مسکو هدف واقعی ورماخت است. از این رو نیروهای زیادی برای مقابله با این شکل از حمله به‌کارگرفته شد. همانند سال ۱۹۴۱ و هشدارهای مربوط به عملیات بارباروسا، رهبران شوروی این بار نیز گزارش‌های اطلاعاتی از قصد واقعی آلمان در تمرکز بر جنوب، مخصوصاً از طرف متفقین غربی، را نادیده گرفتند.
بخش اطلاعات شرق فرماندهی عالی نیروی زمینی آلمان روز ۲۰ فوریه اعلام کرد شوروی یک تهاجم از سمت آلمانی‌ها در جانب ناحیه قفقاز و میدان‌های نفتی آن را پیش‌بینی می‌کند؛ در نتیجه ارتش سرخ یا دست به تهاجم پیش‌دستانه در جنوب می‌زند یا اقدام به عقب‌نشینی راهبردی می‌کند. حمله دشمن می‌توانست در آماده‌سازی آلمانی‌ها خلل ایجاد نماید. چندین گزارش از عوامل اطلاعاتی آلمان در اراضی تحت سلطه شوروی نشان‌گر این بود که ارتش سرخ مدتی است که برای بازپس‌گیری اوکراین برنامه‌ریزی می‌کند. پیش‌بینی می‌شد تهاجم دشمن در سریع‌ترین زمان بلافاصله پس از فصل گل‌آلودی راه‌ها، اوایل ماه مه، صورت گیرد.

## طرح و آماده‌سازی آلمان
بر اساس جزئیات دستورالعمل روز ۱۲ فوریه فرماندهی عالی نیروی زمینی آلمان در جهت آماده‌سازی تهاجم تابستانه، گروه ارتش جنوب می‌بایست رخنه دشمن در ناحیه غرب ایزیوم را از بین می‌برد. موفقیت این عملیات با انتقال خط مقدم به رود دونتس، علاوه بر تسهیل امر استقرار نیرو و تدارکات‌رسانی، تعداد زیادی از آرایش‌های آلمانی را که در این زمان دور این برآمدگی قرار داشتند آزاد می‌کرد. بدین منظور ارتش ششم ورماخت به فرماندهی سپهبد فریدریش پائولوس در شمال بین بلگورود و بلاکلایا و ارتش یکم زرهی آن به فرماندهی ارتشبد ایوالت فون کلایست در جنوب در پاولوگراد مستقر شدند. ارتش هفدهم ورماخت نیز تحت امر فون کلایست قرار گرفت تا قرارگاه او موقتاً «گروه ارتش کلایست» نام بگیرد. بر اساس طرح عملیاتی اولیه موسوم به فریدریکوس ۱، دو انبر آلمانی در عمق مواضع شوروی رخنه می‌کردند؛ بدین منظور ارتش ششم ورماخت رو به جنوب شرقی و ارتش یکم زرهی ورماخت رو به شمال شرقی پیش می‌رفتند تا در جایی آن سوی رود دونتس، احتمالا در طول رود اوسکول، به یکدیگر ملحق شوند. چنین حرکتی مانع رود دونتس را اساسا از پیش روی تهاجم تابستانه برمی‌داشت اما جناح باز شرقی (چپ) ارتش ششم ورماخت را هنگام یورش آن به سمت جنوب، در معرض ضد حمله دشمن قرار می‌داد. طرح فیلدمارشال فدر فون بک، فرمانده گروه ارتش جنوب، حمله بسیار کوتاه‌تری را در نظر داشت. بر این مبنا، ارتش ششم ورماخت با استفاده از خود رود دونتس به عنوان محافظ جناح چپ خود در مقابل دخالت سایر نیروهای دشمن، در طول کرانه غربی آن رو به جنوب حمله می‌برد. به هر صورت با توجه به پیچ‌وخم رود دونتس این حرکت نیز سهولت زیادی نداشت و هر دو ارتش آلمانی برای رسیدن به شهر ایزیوم به هر حال می‌بایست از این رود گذر می‌کردند. طرح فون بک روز ۲۲ آوریل را که رود دونتس در اوج حالت طیغان مانع بهتری در جناح چپ ارتش ششم ورماخت بود، برای آغاز عملیات در نظر گرفت. با این حال فرمانده عالی آلمان از جمله ارتشبد فرانتس هالدر، رئیس ستاد کل نیروی زمینی، خواهان اجرای یک تهاجم عمیق با گذر بیشتر نیروهای ارتش ششم ورماخت به آن سوی رود دونتس، بود تا امکان انهدام مقدار بیشتری از نیروهای دشمن فراهم آید. تصور می‌شد ارتش سرخ فرصت ضد حمله علیه جناح چپ ارتش ششم ورماخت را به دست نخواهد آورد. بدین شکل فون بک با اکراه به این خواسته سر نهاد و طرح جدیدی، موسوم به فریدریکوس ۲، بر اساس آن ریخته شد. با توجه به در جربان بودن آماده‌سازی‌ها برای تهاجم تابستانه، در نهایت زمان آغاز عملیات روز ۱۸ مه مقرر گردید.
فرماندهی عالی نیروی زمینی آلمان اوایل ماه آوریل دو لشکر جدید پیاده‌نظام را به عملیات فریدریکوس اختصاص داد که با ریل و جاده از راه لهستان به منطقه عازم شدند. سه ارتش یکم زرهی، ششم و هفدهم ورماخت با در برگرفتن میزان بالایی از نیروهای متحدان مجارستانی و رومانیایی، مجموعا حدود ۵۰۰ هزار نفر و ۶۰۰ تانک در اختیار داشتند. به هر صورت این قوا به شکل کم‌عرضی در طول خط مقدم کشیده شده بودند و دفاع آن‌ها عمق چندانی نداشت. گروه رزمی کوخ با تنها دو هنگ پیاده‌نظام محل اتصال این دو ارتش را پوشش می‌داد. با این حال، عرض نسبتاً کم خط مقدم در ناحیه عملیاتی امکان انتقال نیرو از ارتش‌های مجاور را برای آلمانی‌ها فراهم می‌آورد. به هر حال، با وجود اطلاع نسبی آلمانی‌ها از قصد شوروی، ورماخت برای یک تهاجم و نه دفاع در مقابل اقدام دشمن برای رخنه در خطوط آن، آماده می‌شد.

## طرح، آماده‌سازی و نیروهای شوروی
استالین اوایل ماه مارس از قرارگاه‌های عالی میدانی از جمله جهت جنوب غربی به فرماندهی مارشال سیمیون تیموشنکو، خواست گزارشی از شرایط راهبردی و عملیاتی خود و همچنین پیشنهادهای عملیاتی برای کارزار پیش رو ارائه کنند. تا اواسط ماه مارس ستاد کل ارتش سرخ مفاهیم مقدماتی خود در رابطه با این کارزار را تکمیل کرد که به تأیید استالین رسید. در پایان ماه استاوکا پیشنهادهای مشروح عملیاتی ارائه شده را مورد مطالعه قرار داد. بر مبنای گزارش سرلشکر ایوان باگرامیان، رئیس ستاد آن، جهت جنوب غربی شوروی دفاع آلمان در مناطق جنوبی را ضعیف می‌دانست. پنداشته می‌شد ارتش ششم ورماخت در اثر رزم زمستانه به شدت تضعیف و ذخایر راهبردی کلیدی آلمان به صورت تکه‌تکه به‌کارگرفته شده‌است. بر این اساس از ده لشکر پیاده‌نظام ورماخت که در مقابل جبهه جنوب غربی شوروی قرار داشتند هشت لشکر «پاره‌پاره شده‌اند» و صرفاً وظایف دفاعی داشتند. بدین شکل نتیجه گرفته شد نیروهای آلمانی در ناحیه خارکوف پیش از بازسازی و دریافت مقادیر زیادی ذخایر راهبردی قادر به عملیات فعال نخواهند بود و این مسئله تا پیش از فرا رسیدن فصل گرما، احتمالاً میانه ماه مه، محقق نخواهد شد. به هر صورت گردآوری نیروهای ذخیره آلمانی به‌خصوص قوای زرهی در مناطق پشت خط مقدم مورد شناسایی شوروی قرار گرفته بود. به هر حال پنداشته می‌شد آلمانی‌ها با متمرکز کردن قوای خود در شرق گومل و ناحیه بریانسک مجدداً قصد دارند اقدام به تسخیر مسکو بکنند و از تمرکز قوا در جنوب برای یک تهاجم ثانویه بین نواحی شمالی رود دونتس و تاگانروگ در کرانه دریای سیاه استفاده خواهند کرد. بر این قاعده رهبران جهت جنوب غربی شوروی تصور می‌کردند تهاجم پیش‌دستانه در قسمت جنوبی خطر دشمن را دفع خواهد کرد و اقدامات آن‌ها در جهت مسکو را با اختلال جدی مواجه خواهد ساخت.
طرح تهاجمی جهت جنوب غربی روز ۲۲ مارس برای استاوکا فرستاده شد. این طرح پیشنهاد به یک تهاجم کلی توسط سه جبهه بریانسک، جنوب غربی و جنوبی شوروی برای انهدام دفاع آلمان در مناطق جنوبی و پاکسازی آن‌ها از اراضی شرق خط رود دنیپر می‌کرد. در الحاقیه‌ای به این طرح، شورای نظامی جهت جنوب غربی شوروی از استاوکا خواست مقدار قابل توجهی نیروی کمکی برای آن تأمین کند تا سطح توان این جهت به مقدار لازم برای این عملیات بازگردد. این درخواست شامل ۳۲ تا ۳۴ لشکر تفنگ‌دار، ۲۷ یا ۲۸ تیپ تانک، ۱۹ تا ۲۴ هنگ توپخانه، ۷۵۶ هواگرد رزمی، ۲۵۰ هزار نفر نیروی تازه‌نفس و دو لشکر هوایی برد بلند می‌شد. به هر صورت، بر مبنای راهبرد اتخاذ شده در استاوکا و با توجه به مهیا نبودن این میزان نیروی کمکی مخصوصاً در زمینه یگان‌های تانک، استالین از جهت جنوب غربی شوروی خواست عملیات محدودتری به صورت محلی در ناحیه خارکوف اجرا کند. بر این اساس تیموشنکو و باگرامیان تا روز ۳۰ مارس کلیات طرح عملیات کوچک‌تر و واقع‌بینانه‌تر دیگری در ناحیه برآمدگی ایزیوم تنظیم کردند. این طرح که میزان نیروی کمکی مورد تقاضا را به ۱۰ لشکر تفنگ‌دار، ۲۶ تیپ تانک، ۱۰ هنگ توپخانه و مقدار کافی نیروی جایگزین که توان جهت جنوب غربی را به ۸۰ درصد برساند، تقلیل داد، مورد تأیید استالین قرار گرفت. بدین ترتیب، روز ۱۰ آوریل ارتش به‌تازگی بازتشکیل‌شده بیست‌وهشتم شوروی از ذخیره راهبردی در اختیار جبهه جنوب غربی قرار گرفت و بین دو ارتش بیست‌ویکم و سی‌وهشتم شوروی در ناحیه ولچانسک در خط مقدم مستقر شد.
تیموشنکو روز ۸ آوریل شخصاً فرماندهی جبهه جنوب غربی شوروی را دست گرفت و دو روز بعد جزئیات طرح را ارائه کرد که به تأیید استاوکا رسید. طرح جدید یک حرکت گازانبری علیه مواضع آلمانی‌ها در حوالی خارکوف را پیش‌بینی می‌نمود. حمله در دو مرحله عمده صورت می‌گرفت: ۱- شکستن نخستین و دومین خط دفاعی دشمن و انهدام ذخایر تاکتیکی آن ۲- انهدام ذخایر عملیاتی دشمن و تکمیل محاصره. بر این اساس در جناح راست ارتش بیست‌وهشتم جبهه جنوب غربی شوروی حمله‌ای از سر پل ولچانسک در رود دونتس شمالی در شمال شرقی خارکوف صورت می‌داد. این ارتش گروه شوک خود متشکل از شش لشکر تفنگ‌دار و چهار تیپ تانک را در یک خط مقدم کم‌عرضِ ۲۰ کیلومتری علیه سپاه ۱۷ ارتش ششم ورماخت متمرکز می‌ساخت. پس از شکسته شدن خط دشمن در این قسمت، سپاه ۳ محافظ سواره‌نظام شوروی از لایه دوم وارد میدان می‌شد تا از شکاف ایجاد شده بهره ببرد و با چرخش به سمت جنوب خارکوف را از شمال محاصره کند. همزمان ۶۵ کیلومتر رو به جنوب، جناح چپ این جبهه متشکل از ارتش ششم با هشت لشکر تفنگ‌دار و چهار تیپ تانک با پشتیبانی ۱۴ هنگ توپخانه و گروه عملیاتی بوبکین با دو لشکر تفنگ‌دار، یک سپاه سواره‌نظام و یک تیپ تانک از سر پل بزرگ‌تر بارونکوو بر رود دونتس جنوبی در جنوب خارکوف حرکت می‌کرد. همانند قسمت شمالی، با شکافته شدن مواضع آلمانی‌ها، دو سپاه ۲۱ و ۲۳ تانک از موقعیت بهره می‌گرفتند و با چرخش تند به سمت شمال به سپاه ۳ محافظ سواره‌نظام شوروی که رو به جنوب می‌آمد، متصل می‌شدند. این دو انبر بیشتر نیروهای ارتش‌های یکم زرهی و ششم ورماخت را به محاصره درمی‌آورد. سپاه ۶ سواره‌نظام شوروی نیز با ورود به شکاف ایجاد شده در قسمت جنوبی رو به غرب می‌رفت تا با تصرف کراسنوگراد، حلقه بیرونی را تشکیل دهد و از آن در مقابل هر گونه تلاش آلمانی‌ها از بیرون برای شکستن محاصره محافظت کند. در این حین جبهه جنوبی شوروی با ارتش‌های پنجاه‌وهفتم و نهم، مأمور به مراقبت از جناح چپ (جنوبی) عملیات در برابر حملات دشمن بود. جهت جنوب غربی شوروی قصد داشت ۷۵۶ هزار نفر نیرو و ۹۲۳ تانک را علیه ارتش ششم ورماخت متمرکز کند. تیموشنکو مقدار اندکی نیروی ذخیره شامل دو لشکر تفنگ‌دار، سه لشکر سواره‌نظام و سه گردان مستقل تانک برای خود باقی گذاشت. با وجود این که جبهه بریانسک شوروی در ابتدا بخشی طرح اولیه تیموشنکو بود، در نهایت تصمیم بر باقی ماندن این جبهه در موضع خود برای مقابله با تهاجم احتمالی آلمانی‌ها به سمت مسکو گرفته شد.
بر اساس خاطرات سرتیپ کیریل موسکالنکو، فرمانده وقت ارتش سی‌وهشتم شوروی، او و سایر فرماندهان تصمیم تیموشنکو و باگرامیان برای یک تهاجم گسترده را مورد انتقاد قرار دادند. ضعف یگان‌های شوروی مخصوصاً در زمینه نیروی قدرتمند متحرک، کمبود تانک‌های پشتیبانی پیاده‌نظام، تعداد ناکافی افسر ارشد و میان‌رده باتجربه و آموزش‌دیده و ذخایر اندک به این دو گوش‌زد شد. به هر صورت با جانبداری شورای نظامی جهت جنوب غربی شوروی از تصمیم تیموشنکو و با تأکید آن بر این مسئله که این اقدام در حقیقت تصمیمی از جانب فرماندهی عالی و استالین است، به منتقدان اطمینان داده شد پیش از آغاز تهاجم این کاستی‌ها برطرف خواهند شد. علاوه بر این، متأثر از این انتقادات، عرض خط مقدم در جناح شمالی عملیات فراخ‌تر و قرار بر پشتیبانی ارتش‌های بیست‌ویکم و سی‌وهشتم شوروی به ترتیب از جناحین راست و چپ ارتش بیست‌وهشتم شوروی شد. صورت نهایی طرح عملیاتی روز ۲۸ آوریل صادر شد.
جبهه جنوب غربی شوروی تصور می‌کرد با دوازده لشکر پیاده‌نظام و یک لشکر ضعیف زرهی دشمن مواجه است؛ درحالی‌که در حقیقت شانزده لشکر پیاده‌نظام و دو لشکر زرهی و تعداد گروه‌رزمی کوچک‌تر پیاده‌نظام آلمانی مقابل آن بودند. جبهه جنوب شرقی شوروی توجه اندکی صرف ارتش هفدهم ورماخت که در موضع حمله به جناح جنوبی این جبهه قرار داشت، می‌کرد. جبهه جنوبی شوروی نیز اطلاعاتی از قوای این ارتش ورماخت روبه‌روی خود ارائه ننمود.
جبهه جنوب غربی هنگام آغاز عملیات شامل شش ارتش میدانی و یک گروه عملیاتی بوبکین بود که از ۲۳ لشکر تفنگ‌دار، دو لشکر سواره‌نظام و دو سپاه سواره‌نظام آن‌ها در تهاجم استفاده شد. این یگان‌ها مجموعاً ۶۴۰ هزار نفر با ۱۲۶۰ تانک، بیش از ۲۵۰۰ توپ و ۹۲۶ هواگرد در اختیار داشتند. شوروی نیروهای بیشتری از جمله دو ارتش میدانی و دو سوم تمام قوای زرهی خود را وارد برآمدگی ایزیوم کرد.

## نبرد

### تهاجم شوروی
تیموشنکو در ابتدا قصد داشت عملیات را از روز ۴ مه آغاز کند اما این مسئله در پی مواجهه با مشکلاتی در انتقال نیروهای تهاجمی از فواصل طولانی، به تاخیر افتاد. تهاجم ارتش سرخ در نهایت، یک هفته پیش از ورماخت، از روز ۱۲ مه آغاز شد. پس از یک ساعت گلوله‌باران توپخانه و چند حمله هوایی، جبهه جنوب غربی شوروی حالت تهاجمی به خود گرفت. به هر صورت غافلگیری در سطح تاکتیکی در مقابل آلمانی‌ها حاصل شد.
در قسمت جنوبی، ارتش ششم شوروی تمرکز حمله خود را بر لشکرهای صدوهشتم پیاده‌نظام مجارستان و ۴۵۴ام امنیت ورماخت که توان و تجهیزات لازم برای پایداری را نداشتند، قرار داد. انبر جنوبی ارتش سرخ با در هم شکستن دفاع لشکرهای شصت‌ودوم پیاده‌نظام ورماخت و صدوهشتم پیاده‌نظام سبک مجارستان از سپاه ۸ ارتش ششم ورماخت در لایه دوم، در عرض دو روز یک شکاف ۶۰ کیلومتری در خط آلمانی‌ها باز کرد و ۶۰ کیلومتر پیش رفت. یگان‌های نیروهای محور در مقابل این تهاجم متحمل تلفات سنگین شدند. با این حال ضعف در امور ستادی سبب شد دو سپاه تانک شوروی که می‌بایست از این رخنه بهره می‌بردند، در مواضع اولیه خود باقی ماندند. گفته می‌شود تیموشنکو متاثر از گزارش‌های غلط اطلاعاتی به اشتباه تصور می‌کرد دشمن نیروهای زرهی قدرتمندی را در زمیئیف در جناح راست انبر جنوبی ارتش سرخ متمرکز کرده است و به همین خاطر وارد کردن تانک‌های خود به میدان را به تاخیر انداخت و منتظر موقعیت مساعدتری شد. با این حال تیموشنکو توانست سپاه ۶ سواره‌نظام را وارد رخنه پدید آمده در قسمت جنوبی کند. این نیرو در حرکت به سمت شمال غربی با کنار زدن لشکر یکم پیاده‌نظام رومانی و زیر پا گذاشتن تاسیسات پشت خط مقدم دشمن، روز ۱۵ مه کراسنوگراد، هدف نخست خود، را تسخیر کرد و تا نزدیکی کارلوفکا در ۲۵ کیلومتری غرب آن پیش رفت. قوای ارتش سرخ در این موقعیت با پولتاوا، محل قرارگاه گروه ارتش جنوب و ارتش ششم ورماخت، تنها ۴۰ کیلومتر فاصله داشتند.
در قسمت شمالی نیروهای تیموشنکو سپاه ۱۷ ارتش ششم ورماخت را زیر حملات هوایی پس زدند اما سپاه ۳ سواره‌نظام محافظ شوروی که هنوز به شکل کاملی در نقطه تجمع شمالی خود گرد نیامده بود، نتوانست یک رخنه عملیاتی حاصل کند. پائولوس در تلاش بود جلوی ادامه پیشروی دشمن را بگیرد و موفقیت‌هایی در این زمینه کسب کرد. با درخواست ارتش ششم ورماخت برای نیروی کمکی، گروه ارتش جنوب روز دوم نبرد لشکرهای بیست‌وسوم زرهی و هفتادویکم و صدوسیزدهم پیاده‌نظام ورماخت را برای آن گسیل کرد. پائولوس با نگرانی از شرایط خط مقدم در مقابل ارتش سی‌وهشتم شوروی بیشتر لشکر بیست‌وسوم زرهی ورماخت را در این قسمت مستقر کرد. او با به‌کارگیری لشکرهای سوم و بیست‌وسوم زرهی ورماخت ضد حملاتی علیه جناحین چپ ارتش بیست‌وهشتم و راست ارتش سی‌وهشتم شوروی صورت داد. قوای سپهبد ‌دمیتری ریابیشف در ارتش بیست‌وهشتم شوروی تا روز ۱۷ مه خود را به ۲۰ کیلومتری خارکوف رساندند تا این که در مقابل دفاع ارتش ششم ورماخت متوقف شدند. در پی این شرایط استاوکا روز ۱۶ مه به جبهه بریانسک شوروی دستور داد با ارتش چهلم در جناح چپ خود در همسایگی جناح راست جبهه جنوب غربی شوروی، بلافاصله حمله‌ای به سمت کورسک به اجرا درآورد تا از تهاجم تیموشنکو پشتیبانی کند. به هر صورت نیروهای ارتش چهلم شوروی از آمادگی لازم برای چنین اقدامی برخوردار نبودند و فاصله زیادی با درگیری‌های ناحیه خارکوف داشتند.

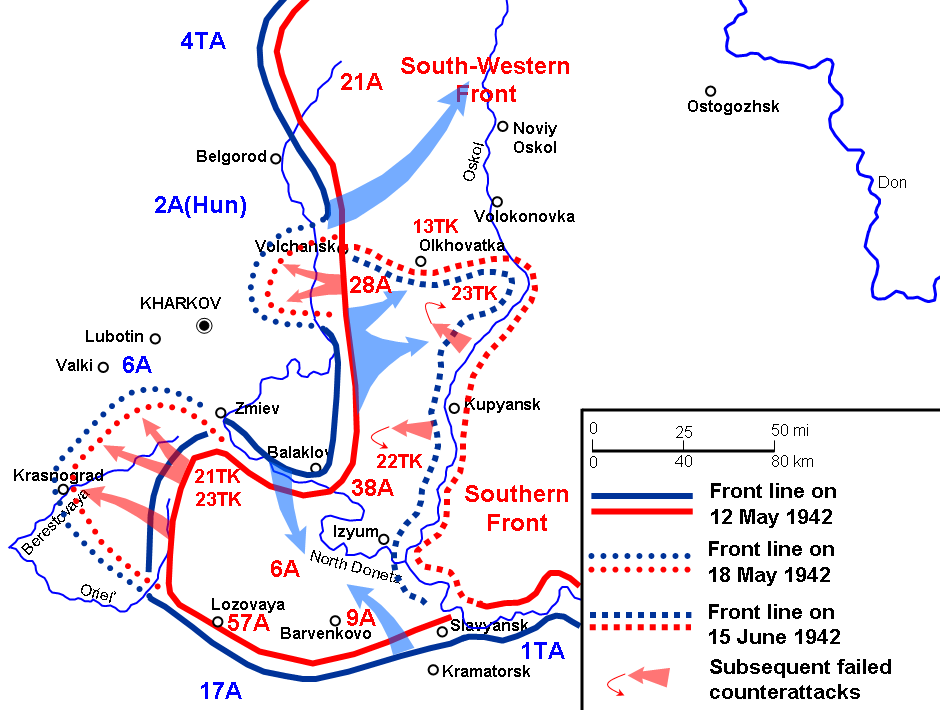

با وجود پیشروی به سمت غرب و شمال، ارتش سرخ نتوانست دهانه برآمدگی را فراخ‌تر کند. در این حال با انفعال نسبی جبهه جنوبی شوروی، گروه ارتش جنوب ورماخت توانست بخشی از نیروهای خود را از قسمت‌های دیگر خط مقدم آزاد کند.

### ضد حمله آلمانی‌ها
فون بک در تماس تلفنی با هالدر، ضمن وخیم توصیف کردن شرایط گروه ارتش جنوب، خواهان به‌کارگیری تمامی نیروی ذخیره در دسترس و مقدار زیادی نیروی هوایی برای به سامان کردن اوضاع شد. بیشتر نگرانی او از قسمت شمالی بود که در آن ارتش ششم ورماخت به عنوان انبر شمالی عملیات فریدریکوس درگیر یک نبرد دفاعی بود. به نظر می‌رسید با عمل انفرادی ارتش یکم زرهی از جنوب، عملیات با یک انبر نتایج مطلوب را حاصل نکند. فون بک توصیه کرد ارتش یکم زرهی ورماخت به جانب غربی برآمدگی منتقل شد تا ارتش ششم شوروی را متوقف کند و با پس از زدن آن به سمت شرق، کراسنوگراد را بازپس‌بگیرد. فرماندهی عالی آلمان با پیشنهاد فون بک موافق نبود. به نظر آن‌ها حضور مقدار بیشتری از نیروهای دشمن از جمله یگان‌های بزرگ زرهی و مکانیزه در ناحیه برآمدگی فرصت بزرگ‌تری برای کسب پیروزی فراهم می‌آورد. به منظور عمل به طرح اولیه، لشکر بیست و چهارم زرهی، لشکر سیصدوپنجم پیاده‌نظام و بخشی از لشکر هشتادوهشتم پیاده‌نظام به عنوان نیروی کمکی در اختیار فون بک قرار گرفت. در این زمان با پایان نبرد ناحیه کرچ در کریمه، مقدار زیادی از نیروهای هوایی نیز برای استفاده در ناحیه خارکوف آزاد شدند. سپاه ۸ هوایی لوفت‌وافه روز ۱۵ مه از کریمه به این ناحیه منتقل شد. بدین شکل ناوگان چهارم هوایی لوفت‌وافه بیش از ۵۰۰ هواگرد را در ناحیه‌ای نسبتا کوچک متمرکز ساخت. فعالیت و حملات لوفت‌وافه نقش ویژه‌ای در کاهش سرعت و متوقف کردن حرکت نیروهای ارتش سرخ داشت.
فون کلایست روز ۱۷ مه، یک روز پیش از برنامه اولیه، با پانزده لشکر از جمله دو لشکر زرهی و چهار لشکر رومانیایی دست به ضد حمله از جنوب زد. شیرازه ارتش نهم شوروی در دهانه جنوبی برآمدگی در مقابل این یورش تقریباً بلافاصله فروپاشید. دو سپاه ۳ موتوریزه از ارتش یکم زرهی و ۴۴ از ارتش هفدهم ورماخت با پشتیبانی سپاه ۴ هوایی لوفت‌وافه با رخنه در مواضع دشمن به سمت شمال، در روز نخست دو سوم فاصله تا ایزیوم را طی کردند. سپهبد رودیون مالینوفسکی، فرمانده جبهه جنوبی شوروی که اتصال خود را با قرارگاه ارتش نهم شوروی را از دست داده بود، نیروهای ذخیره خود شامل سپاه ۵ سواره‌نظام را به کمک آن فرستاد. ارتشبد الکساندر واسیلیوسکی، معاون رئیس ستاد کل ارتش سرخ توصیه کرد تهاجم جبهه جنوب شرقی متوقف شود و دو سپاه ۲۱ و ۲۳ تانک شوروی از درون برآمدگی به مقابله با فون کلایست گسیل گردند. به هر صورت استالین که اطمینان‌بخشی تیموشنکو از کفایت تمهیدات دفاعی جبهه جنوب غربی شوروی را دریافت کرده بود، با این توصیه مخالفت کرد. گروه بوبکین و ارتش ششم شوروی برای دو روز دیگر در برابر مقاومت در حال تشدید آلمانی‌ها و حملات هوایی گسترده لوفت‌وافه، تلاش برای پیشروی به سمت غرب و شمال غربی را ادامه دادند. با این حال ارتش‌های نهم و پنجاه‌وهفتم شوروی باز هم نتوانستند دفاع منسجمی در مقابل حمله آلمانی‌ها از جنوب ایجاد کنند. ارتش هفدهم و سپاه ۳ زرهی ورماخت در برابر مقاومت بهم‌ریخته دشمن، خط رود دونتس در شمال غربی ایزیوم را تا سرچشمه رود برکا پاکسازی کردند. نیروهای فون کلایست تا روز بعد یک شکاف ۶۰ کیلومتری در مواضع ارتش نهم شوروی باز و دهانه برآمدگی را تنها به ۲۵ کیلومتر تنگ‌تر کردند. تا این زمان پا فشاری شوروی بر ادامه تهاجم خود به سمت شمال و غرب به ارتش ششم ورماخت که همچنان درگیر رزم دفاعی بود، امکان عمل به نقش خود به عنوان انبر شمالی عملیات فریدریکوس نمی‌داد. سپاه ۳ زرهی ورماخت برای دو کردن نیروهای دشمن از ارتش ششم ورماخت، با گذر از رود برکا شروع به پیشروی به سمت غرب در پشت سر ارتش پنجاه‌وهفتم شوروی کرد. به هر صورت پس از چندین تلاش ناموفق از طرف چند تن از فرماندهان و عوامل ارشد برای راضی کردن استالین، فرماندهی عالی شوروی دست آخر در مواجهه با این شرایط نیروهای خود را از شمال ناحیه برآمدگی به قسمت‌های در خطر در دهانه آن عقب کشید. این اقدام بسیار دیر صورت گرفت. روز ۱۹ مه ارتش ششم ورماخت نیز دهانه شمالی برآمدگی را رو به جنوب مورد حمله قرار داد. با پدیداری خطر محاصره قریب‌الوقوع، تیموشنکو دستور به توقف تهاجم داد. تا روز ۲۱ مه عرض دهانه برآمدگی به ۱۲ کیلومتر رسید و هر شش پل ارتباطی پشت سر نیروهای ارتش سرخ بر روی رود دونتس به دست آلمانی‌ها افتاد. روز بعد نظام فرماندهی و هدایت شوروی درون منطقه برآمدگی به‌کلی از هم پاشید. در نهایت الحاق سپاه ۳ زرهی ارتش یکم زرهی و سپاه ۵۱ ارتش ششم ورماخت به یکدیگر در جنوب غربی بالاکلیا، دو انبر ضد حمله ورماخت روز ۲۳ مه به یکدیگر متصل شدند تا با وجود اقدام آشفته ارتش سرخ برای عقب‌نشینی، بیشتر نیروهای دو ارتش ششم و نهم شوروی از جمله دو سپاه مکانیزه کامل آن به دام بیفتند.

### انهدام منطقه تحت محاصره

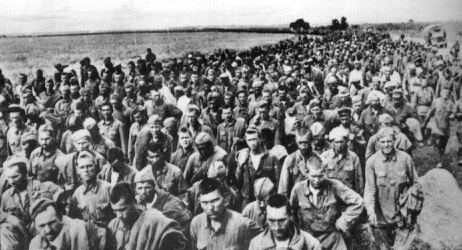
اسرای گرفته شده از شوروی در نبرد دوم خارکوف

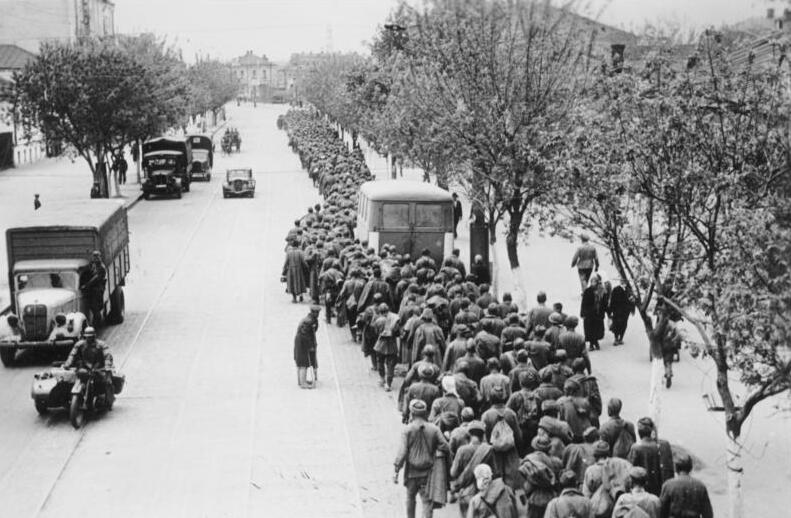
ستون اسرای تا حدود زیادی بدون محافظ ارتش سرخ در خارکوف

نیروهای زرهی ورماخت بلافاصله پست بستن حلقه یورش به سمت غرب پشت سر نیروهای نیروهای در محاصره دشمن را آغاز کردند. نیروهای ارتش سرخ مجموعه‌ای تلاش‌های مستأصلانه برای خروج از منطقه در حال محاصره صورت دادند. این نیروها روز ۲۵ مه دست به اقدام قدرتمندی برای خروج از محاصره به سمت پتروفسکویه زدند که با وجود برخی دستاوردها، زیر حملات هوایی لوفت‌وافه و در مقابل دیواره زرهی سد کننده راه آخر سر به نتیجه‌ای نرسید. تا روز بعد وسعت منطقه تحت محاصره به ۱۵ کیلومتر از شمال به جنوب و ۳ کیلومتر از غرب به شرق تقلیل یافت. منطقه تحت محاصره تا روز ۲۸ مه منهدم شد. علاوه بر به غنیمت درآمدن یا انهدام ۱۲۰۰ تانک و ۲۶۰۰ قطعه توپخانه ارتش سرخ، آلمانی‌ها در مجموع حدود ۲۴۰ هزار نفر را به اسارت گرفتند. سپهبد فیودور کوستنکو، نایب فرمانده جبهه جنوب غربی و همچنین فرماندهان ارتش‌های ششم و پنجاه‌وهفتم شوروی جزو کشته‌شدگان این نبرد بودند. ارتش سرخ در این نبرد بیست لشکر تفنگ‌دار، هفت لشکر سواره‌نظام و چهارده تیپ تانک خود را از دست داد. آلمانی‌ها در طرف مقابل مجموعاً متحمل ۲۰ هزار نفر تلفات شدند. نزدیک به ۷۰۰۰ نفر از این میزان مربوط به سپاه ۳ زرهی، سرنیزه ضد حمله ارتش یکم زرهی ورماخت از جنوب بود.

## پیامدها
نبرد دوم خارکوف یک پیروزی بزرگ برای آلمانی‌ها به حساب می‌آمد و روحیه متزلزل آن‌ها به شکل قابل توجهی بهبود بخشید. به هر صورت این نبرد در آماده‌سازی آلمان برای تهاجم تابستانه خلل آفرید. یگان‌های آلمانی درگیر این نبرد نتوانستند در چارچوب زمانی مقرر بازسازی خود را تکمیل کنند. در نتیجه برنامه آماده‌سازی‌ها تغییرات زیادی کرد و آغاز تهاجم تابستانه تا روز ۲۸ ژوئن به تاخیر افتاد.
در طرف مقابل، با از دست رفتن بیش از ۴۵۰ هزار نفر از نیروهای آن در طول ماه مه در نبردهای نواحی خارکوف و کریمه که حدود دو سوم از آن‌ها کشته شده یا به اسارت درآمده بودند، قابلیت شوروی برای مقابله با تهاجم تابستانی آلمان در قسمت جنوبی خط مقدم که تنها چند هفته بعد آغاز شد، به شدت تقلیل یافت. به هر صورت شوروی با تحمل شکست در ناحیه خارکوف تا حدودی از قرار گرفتن دست کم بخشی از تهاجم تابستانه آلمان در جنوب مطلع شد و تمهیداتی در این ارتباط صورت داد.
گمانه‌زنی‌های فراوانی در ارتباط با این نبرد وجود دارد. شوروی در دوره استالین سعی در مسکوت نگاه داشتن آن در بین موضوعات تاریخی داشت. با این حال پس از مرگ او، در دهه ۱۹۵۰ از مسئله این نبرد به عنوان یکی از ابزارهای استالین‌زدایی استفاده می‌شد.